# Sainte-Agathe-la-Bouteresse
Sainte-Agathe-la-Bouteresse – miejscowość i gmina we Francji, w regionie Owernia-Rodan-Alpy, w departamencie Loara.
Według danych na rok 1990 gminę zamieszkiwało 846 osób, a gęstość zaludnienia wynosiła 72 os./km² (wśród 2880 gmin regionu Rodan-Alpy Sainte-Agathe-la-Bouteresse plasuje się na 873. miejscu pod względem liczby ludności, natomiast pod względem powierzchni na miejscu 994.).